# Ferencszállás
Ferencszállás é um município da Hungria, situado no condado de Csongrád-Csanád. Tem 5,79 km² de área e sua população em 2019 foi estimada em 605 habitantes.